# Distretto di Sidi Lakhdar
Il distretto di Sidi Lakhdar è un distretto della Provincia di Mostaganem, in Algeria.

## Comuni
Il distretto di Sidi Lakhdar comprende 3 comuni:
- Sidi Lakhdar
- Hadjadj
- Abdelmalek Ramdane